# Tabligbo
Tabligbo ist eine Kleinstadt in Togo. Sie befindet sich im Süden des Landes, etwa 50 Kilometer von der Küste Togos entfernt in der Region Maritime und ist der Hauptort der Präfektur Yoto. Die Hauptstadt Lomé liegt etwa 80 Kilometer entfernt im Südwesten. Etwa 12 km östlich liegt die Grenze zum Nachbarstaat Benin.
Die Stadt war zur deutschen Kolonialzeit ein Marktplatz und eine dem Bezirksamtmann in Anecho unterstellte Verwaltungsnebenstation.
In Tabligbo befand sich das Zementklinkerwerk CIMAO Cement, das von 1980 bis 1984 in Betrieb war. 1997 wurde die Fabrik mit dem Betreiber WACEM (West Africa Cement) wiedereröffnet. 1998 wurde die Anlage an das schwedische Unternehmen Scancem verkauft, das seinerseits 1999 Teil von HeidelbergCement wurde. Die Fabrik wird heute durch HeidelbergCement unter dem Namen Scantogo betrieben.
Die Stadt ist Ausgangspunkt der ab Nationalstraße 37 und verfügt über einen Bahnanschluss einer vom östlichen Hafen in Lomé über Agbalépédogan und Togblékové bis Tabligbo reichenden Strecke, die für den Transport von Zementklinker genutzt wird.